# Pleuraphodius elgonensis
Pleuraphodius elgonensis är en skalbaggsart som beskrevs av Vladimir Balthasar 1967. Pleuraphodius elgonensis ingår i släktet Pleuraphodius och familjen Aphodiidae. Inga underarter finns listade i Catalogue of Life.